# トーマス・イェンセン
トーマス・ヨハネス・イェンセン（Thomas Johannes Jensen, 1898年10月25日 - 1963年11月13日）は、デンマーク出身の指揮者。
コペンハーゲンの生まれ。生地の音楽院でチェロを専攻したが、カール・ニールセンから音楽理論も教わっている。1920年からティボリのオーケストラのチェロ奏者となり、ニールセンの指揮下で演奏したこともある。1927年にはオーフス歌劇場の指揮者に転出した。1935年にはオーフス市管弦楽団（後にオーフス交響楽団）の発起人の一人になり、初代首席指揮者になった。1957年にはオーフスを離れてコペンハーゲンに戻り、デンマーク放送交響楽団の首席指揮者を亡くなるまで務めた。
フレゼリクスベアにて没。